# 奥林匹克飞行博物馆

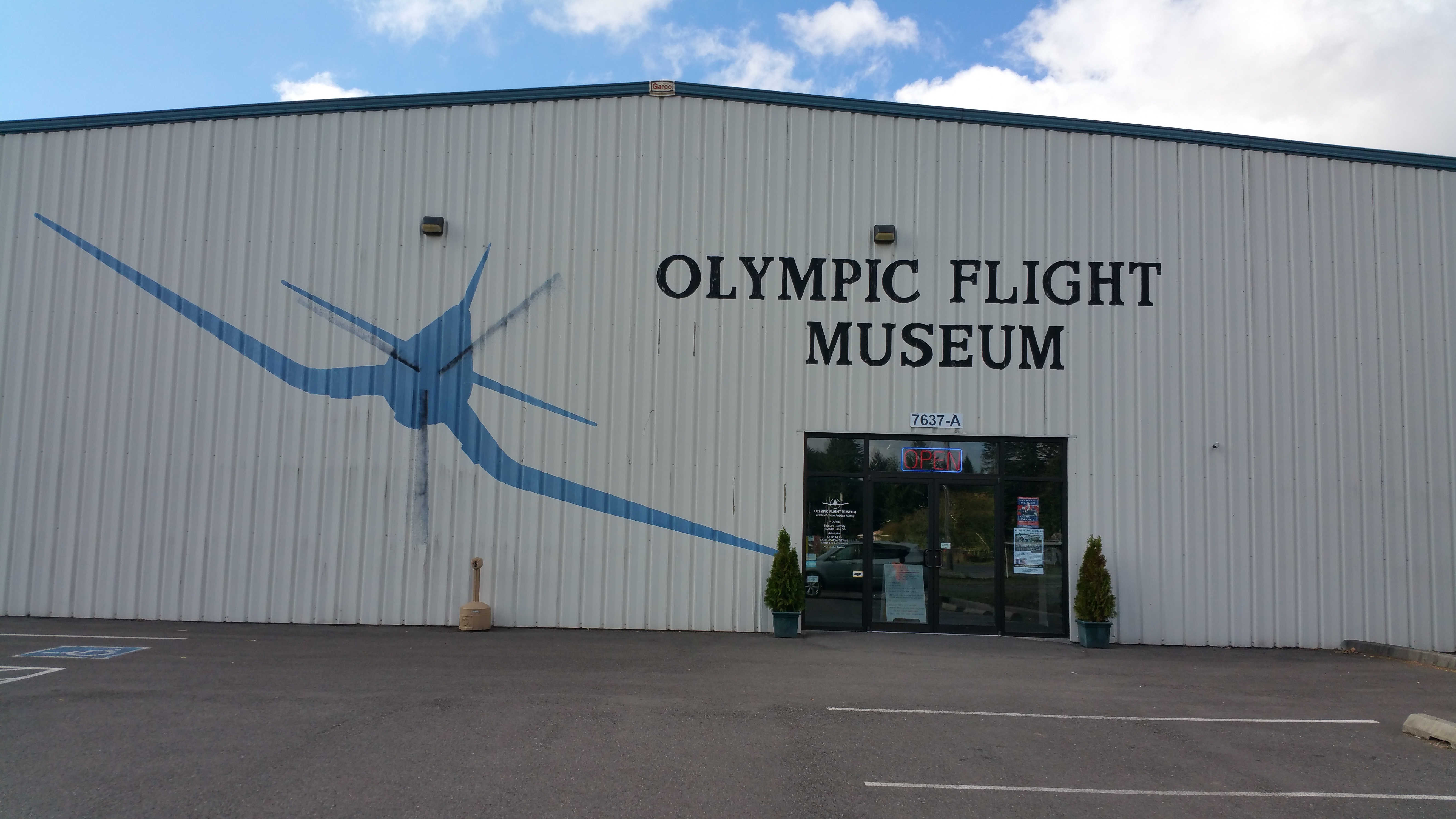
奥林匹克飞行博物馆

奥林匹克飞行博物馆（英語：Olympic Flight Museum）位于美国华盛顿州奥林匹克的飞机博物馆 。

## 展品
博物馆有超过20架飞机和直升机，其中大部分仍然可以飞。馆内有飞机模型， 也有实体飞机。